# Merritt Brunies
Merritt Brunies (New Orleans, 25 december 1895 - Biloxi, 5 februari 1973) was een Amerikaanse trombonist, -kornettist en -bandleider, die traditionele jazz speelde .
Brunies werd geboren in een bekend muzikaal gezin: onder andere zijn broers Albert, George, Henry en Richard Brunies werden muzikanten. Brunies leidde in de periode 1916-1918 The Original New Orleans Jazz Band, een groep die geen opnames heeft gemaakt. Later was hij de leider van een band die in Friar's Inn in Chicago de plaats innam van de New Orleans Rhythm Kings. In de jaren 1924-1926 maakte hij met de groep opnames voor de platenlabels Okeh Records en Autograph. In 1930 keerde hij terug naar New Orleans, waar hij in verschillende clubs speelde. In 1946 vertrok hij naar de staat Mississippi en speelde daar tot het einde van zijn loopbaan in The Brunies Brothers Dixieland Jazz Band.

## Discografie
- Merritt Brunies & His Friars Inn Orchestra, Retrieval Recordings, 2011 ('albumpick' Allmusic.com)
- The Complete Recordings of Merritt Brunies Recorded in Chicago 1924-1926 (aangevuld met opnames van andere bands), Jazz Oracle, 2012

Brunies Brothers:
- Dixieland Jazz Band, American Recordings, 1994